# Ультраправі

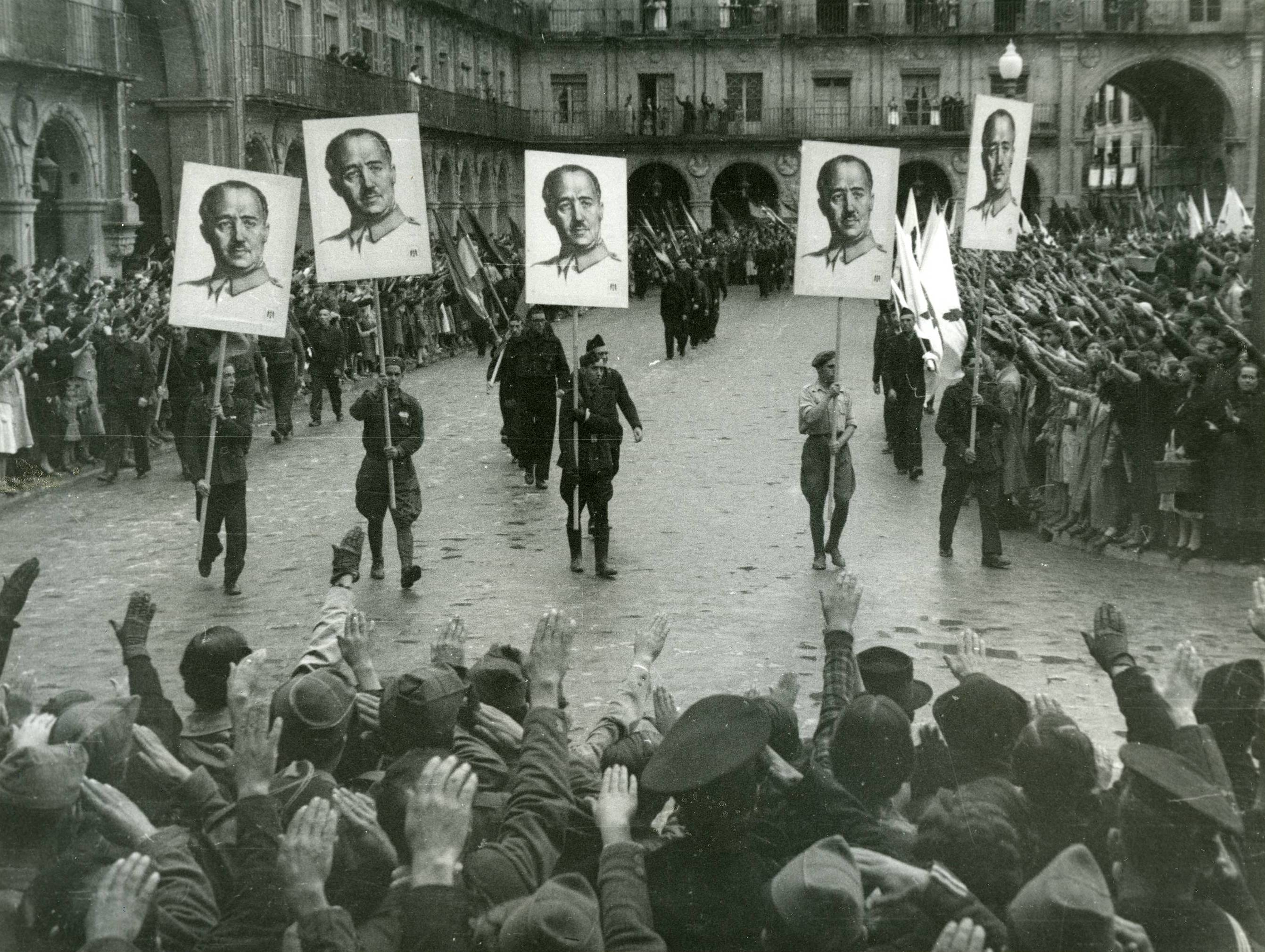
Римський салют на франкістській демонстрації в Іспанії (1937)

Терміни «ультраправі», «крайні праві», «крайня правиця», «радикальні праві», «радикальна правиця» вживають у політиці для позначення рухів, організацій і політичних партій (а також їхніх членів і виборців), які займають крайні праві місця в парламенті, а також тих, що знаходяться в правому спектрі політичного поля. На думку багатьох політологів є неоднозначним, оскільки політичні опоненти зазвичай використовують його у дискримінаційному або стигматизуючому сенсі.
Характеризуються крайньою програмою або радикальними методами дій. Люди з крайніми правими поглядами зазвичай прагнуть до виокремлення своєї нації серед інших. Виступають за обмежену міграцію. Вкрай праві політики зазвичай підтримують принцип супремасизму — переконання, що перевага одних індивідів і груп, що веде за собою повну відмову від концепції соціальної рівності як норми. Вони часто виступають за сильну централізовану владу, обмеження громадянських свобод та заперечують ліберальні цінності. Також вони підтримують державне втручання в економіку, протекціоністські заходи та протистоять глобалізації. Деякі ультраправі рухи мають ревізіоністські погляди на історичні кордони та територіальні претензії.
Вкрай праві зазвичай асоціюються з особою чи групами осіб, які мають вкрай націоналістичні, ксенофобські, расистські, релігійно-фундаменталістські, або реакційні погляди, нерідко термін застосовують стосовно неофашистів і неонацистів.
Хоча це правда, що ультраправі часто асоціюються з екстремістськими ідеологіями, не зовсім правильно визначати їх виключно за цими характеристиками, оскільки:
- націоналізм не є ксенофобією за своєю суттю, і може проявлятися як законне прагнення до національного суверенітету, збереження культури та згуртованості громади, не обов'язково будучи ксенофобським чи расистським;
- релігійний фундаменталізм не є виключно ультраправим, його можна знайти по всьому політичному спектру, і він не є унікальним для ультраправих. Деякі ліві релігійні групи, наприклад, можуть мати фундаменталістські погляди на соціальні питання;
- реакційні погляди можна знайти і деінде. Наприклад, реакційні погляди, які протистоять соціальним або політичним змінам, можна знайти в різних політичних таборах, включаючи ліберальні або консервативні групи;

- ультраправі — це складне, неоднорідне явище, яке охоплює цілий ряд ідеологій, від білого націоналізму до авторитарного консерватизму, і не всі ці групи відповідають стереотипу неофашизму чи неонацизму.

«Ультраправий» також застосовується лівицею як образливий та ганебний епітет усіх, хто асоціюється з правими ідеями, прирівнюючи всі їхні течії до фашизму та нацизму. Як зазначає політолог Жан-Ів Камю, у Європі цей термін майже ніколи не використовується тими, хто до нього належить. Таке використання є частиною ширшої моделі, коли групові епітети використовуються для посилення інших образливих слів і для того, щоб принизити окремих осіб або групи, які сприймаються як такі, що протистоять їхнім поглядам.
За словами П'єра-Андре Тагієва, вираз «крайні праві» є «радше полемічним ярликом, ніж концептуально розробленою категорією або моделлю зрозумілості, яку можна використовувати в науковій роботі». Але цей вираз, з усім тим, використовується в політології для електорального аналізу, де його застосовують «для нечіткої, але дуже стигматизуючої ідентифікації певного політичного угруповання». За словами Тагієва, у певних питаннях, таких як неприйняття «ліберальної глобалізації», рухи, які називають «крайніми правими», займають позицію «ближчу до лівої, або навіть до революційної чи радикальної лівої, ніж до ліберальної правої чи консервативної правої».